# بلاردیا
بلاردیا (نام علمی: Bellardia trixago) نام یک گونه از تیره گل جالیزان است.